# Apache ECharts
Apache ECharts是一个使用TypeScript实现的可视化图表库，由Apache软件基金会提供，可以运行在主流桌面及移动浏览器上，包括Internet Explorer 8/9/10/11、Google Chrome、Firefox、Safari等，其底层依赖矢量图形库ZRender。
Apache ECharts的前身是百度Echarts。2018年1月16日，ECharts进入Apache Incubator进行孵化。2020年12月16日，ECharts在孵化器毕业，成为Apache软件基金会的顶级项目。